# Liv Kristine
Liv Kristine Espenæs Krull (n. 14 februarie 1976, Stavanger, Norvegia) este o cântăreață și compozitoare norvegiană. Este căsătorită cu Alexander Krull, de asemenea cântăreț, dar și inginer de sunet. Liv cântă atât în trupa de muzică gotică Leaves' Eyes, cât și solo. În trecut, a cântat în trupa de muzică gotică Theatre of Tragedy.

## Discografie

### CuTheatre of Tragedy
- Theatre of Tragedy (1995)
- Velvet Darkness They Fear (1996)
- Der Tanz Der Schatten (single, 1996)
- A Rose For the Dead (EP, 1997)
- Cassandra (single, 1998)
- Aégis (1998)
- Theatre of Tragedy Shape (1999)
- Image (single, 2000)
- Musique (2000)
- Inperspective (EP, 2000)
- Machine (single, 2000)
- Closure: Live (2001)
- Assembly (2002)

### CuLeaves' Eyes
- Into Your Light (single, 2004)
- Lovelorn (2004)
- Elegy (single, 2005)
- Vinland Saga (2005)
- Legend Land (EP, 2006)
- Njord (LP, 2009)

### Solo

Coperta albumului Enter My Religion

- 3am (single, 1998)
- Deus ex Machina (1998)
- Take Good Care (single, 1998)
- 3am - Fanedition (1999)
- One Love (single, 1999)
- Fake a Smile (EP, 2006)
- Enter My Religion (2006)
- Skintight (2010)